# 삼군부 총무당
삼군부 총무당(三軍府總武堂)은 서울특별시 성북구 삼선동 한성대학교 인근에 있는, 조선 말기의 군사기관이었던 삼군부(三軍府)의 중심 건물이다. 1978년 12월 18일 서울특별시의 유형문화재 제37호로 지정되었다.

## 개요
조선 중기에 변방의 군사문제를 합의·처리하기 위해 설치한 비변사가 임진왜란 이후 국가정책 수립의 최고 합의기관으로 그 세력이 비대해지자, 이를 막고 의정부의 기능을 확대·강화하기 위해 고종 2년(1865) 비변사를 의정부에 통합시켰다. 이때 조선 초에 정부(政府)와 군부(軍府)를 분립한다는 원칙 아래 설치되었던 의흥삼군부가 흥선대원군에 의해 훈국(訓局)의 신영(新營)과 남영(南營), 그리고 마병소(馬兵所)가 합해져서 다시 설치되었다. 삼군부의 임무는 군무를 통솔하고 숙위문제를 총괄하는 동시에 변방에 관한 일체의 사항까지도 관장하는 것이었다. 삼군부가 완전한 조직을 갖추기 시작한 것은 1867년이었다. 삼군부는 훈련도감·어영청·총융청·금위영·용호영 등 5개 군문을 비롯하여 전국의 군사권을 장악하고 병인양요ㆍ신미양요 때에 위세를 떨쳤다가, 개항 이후인 고종 17년(1880년)에 통리기무아문이 설치되면서 폐지되었다.조선 초기 삼군부는 광화문 앞 서쪽인 지금의 정부종합청사 자리에, 의정부는 동쪽에 위치하여 서로 마주보고 있었다. 삼군부가 다시 세워지면서 원래 삼군부 자리에 있던 예조(禮曹)는 한성부. 자리로, 한성부는 훈국(訓局)의 신영(新營) 자리로 옮겼다.
총무당은 청헌당(淸憲堂)·덕의당(德義堂)과 함께 원래 삼군부 내에 있었던 건물로서, 그곳에 남아 있다가 1930년대에 현재의 위치로 이건되었다. 덕의당은 언젠가 없어졌고, 청헌당은 1967년 정부종합청사가 건립될 때 공릉동 육군사관학교 경내로 옮겨졌다. 
총무당 건물은 고종 5년(1868년) 삼군부의 무략(武略)을 총괄하는 청사로 지어졌다. 현 위치로 이건된 후 1942년 2월부터 경기도공무원연수장으로 사용되다가 서울시직업훈련원 사무실로도 사용되었으며, 건물이 퇴락하여 1979년 크게 보수하고 옛 모습으로 복원하였다. 
건물은 세벌대 화강석 장대석으로 돌린 기단 위에 원기둥을 세워 2고주 7량으로 가구(架構)한 단층 겹처마 팔작지붕의 기와집이다. 평면은 정면 7칸, 측면 4칸 규모이며, 정면 중앙 3칸, 측면 2칸은 대청이고, 좌우에는 정면 1칸, 측면 2칸의 온돌방이 있고, 그 옆에 정면 1칸, 측면 2칸의 광이 있다. 전·후면은 툇간으로 개방되었다. 공포는 무출목 이익공이고 모두 쇠서로 되어 있다. 공포 사이와 창방 위에는 화반과 운공을 설치하였다. 막새기와를 사용했으며, 용마루와 내림마루 끝에는 용두를 얹었고, 사래 끝에는 토수를 끼웠다.
세 칸 대청 전면은 사분합문을 달고, 상부에 교창을 설치하였다. 후면에는 아래에 머름을 설치한 사분합창을 달았으며, 건물 양 측면과 온돌방 전후면 기둥 사이에도 아래에 머름이 있는 사분합창을 달았다.
중앙 어칸에는 신관호(申觀浩)의 낙관이 찍힌 '總務堂' 현판이 걸려 있고, 정면 여덟 기둥에는 주련(柱聯)이 걸려 있다. 신관호가 쓴 '삼군부총무당상량문'은 ≪금당초엽(琴堂初葉)≫에 실려 있다. 이에 따르면, 고종 5년(1868년)에 옛 제도에 따라 재건축되었다는 사실이 확인된다. 또한 주련의 "儀同相府東西向廳(법도는 의정부와 같아 동서로 청이 마주 향했고)", "文武吉甫爲憲萬邦(문무가 서로 보완되어 만국에 모범될지라)" 등의 문구는 이 건물의 성격과 배치를 알게 해준다. 고종 당시 삼군부는 중앙에 총무당이, 그 좌우에 청헌당과 덕의당이 세워졌던 것으로 추측된다. 
총무당은 청헌당과 함께 조선시대 관아 건축의 배치와 건물의 모습을 추정할 수 있는 현존하는 귀중한 자료가 된다. 

## 참고 문헌
- 삼군부 총무당 - 국가유산청 국가유산포털

 본 문서에는 서울특별시에서 지식공유 프로젝트를 통해 퍼블릭 도메인으로 공개한 저작물을 기초로 작성된 내용이 포함되어 있습니다.